# Túnel de l'Eufrates
El túnel de l'Eufrates va ser un túnel de 929 metres de longitud (0.577 milles), que va ser ordenat construir per la reina Semíramis sota el riu Eufrates per poder connectar ambdues ribes de la ciutat de Babilònia, en l'antiga Mesopotàmia.
Segons estudis arqueològics, l'estructura hauria sigut construïda entre l'any 2180 aC i el 2160 aC.
No es coneix l'existència de cap altre pas subaquàtic per a vianants, fins a l'any 1824, quan Marc Isambard Brunel va construir el túnel del Tàmesi a sota del riu Tàmesi.

## Característiques
Les obres es van iniciar amb la construcció d'una presa provisional sota el riu Eufrates mitjançant la tècnica del "túnel fals".
El túnel tenia 12 peus d'altura i 15 peus d'amplada. Per tant, els investigadors pensen que podria haver estat utilitzat per peatons i carros tirats per cavalls, i que connectava el temple major amb el palau reial, ubicats en ribes oposades. La seva descripció apunta que estava recobert de maons i que va ser impermeabilitzat amb betum.

## Descripció
El túnel, construït i utilitzat per la reina Semíramis, va ser descrit per Diodor de Sicília l'any 50 aC en la seva "Bibliotheca historica":
| «                                                        | Després de tots aquells (treballs) en una depressió de Babilonia, (Semíramis) va fer excavar un lloc per a un estany, quadrangular, de tres-cents estadis de longitud per cada costat, recobert de maons i cimentat amb sofre, amb un total de cinc metres i mig de profunditat. D'aquesta manera, un cop va fer desviar el riu, va fer construir un passatge amb la forma d'una bóveda, des d'un palau a l'altre. Els arcs van ser construïts amb maons ferms i forts, recoberts per ambdues cares de betum, amb una espessor de quatre colzes. Els murs de la bóveda tenien una espessor d'una vintena de maons i de dotze peus d'altura, per sobre i al costat dels arcs, i quinze peus d'amplada. Quan aquesta part de la feina va acabar, després de dos-cents seixanta dies, el riu va ser reorientat al seu vell curs per tal que fluís per sobre de l'obra, de manera que Semíramis podia anar d'un palau a l'altre sense haver de passar per sobre del riu. A més a més, també va ordenar construir dues portes de bronze, una a cada extrem de la bóveda, que van perdurar fins als temps de l'imperi Persa. | » |
| — Diodor de Sicília, Bibliotheca historica, Llibre II, 1 | |   |

També Filòstrat d'Atenes va descriure l'any 250 la construcció del túnel en la Vida d'Apol·loni de Tiana:
| «                                                             | I (Babilònia) està dividida en dos pel riu Eufrates. I sota el riu passa un pont extraordinari que, a través d'un passatge invisible, uneix els palaus situats a cada riba. Per això es diu que una dona, Medea, que era anteriorment la reina d'aquell lloc, va travessar per sota el riu, d'una manera en la qual cap altre riu havia estat travessat mai. Per fer-ho, es diu que va recollir pedres, bronze i asfalt i tot el necessari per tal que els homes realitzessin l'acoblament sota l'aigua, i va acumular aquests materials al costat de les ribes del riu. Després va desviar el corrent d'aigua cap als llacs i quan el riu es va assecar, va excavar a una profunditat de dos braços formant un túnel buit, que desembocava en els palaus a ambdues ribes com una gruta subterrània; i quan les bases van ser estables i també les parets del túnel, ho va cobrir amb un sostre a nivell del llit del riu. Però com que era necessària l'aigua per tal que el quitrà esdevingués dur com una pedra, l'Eufrates vas ser alliberat perqué, fluint sobre el sostre, encara fresc, fes que la unió es solidifiqués. | » |
| — Filostrat d'Atenes, Vida d'Apol·loni de Tiana, llibre I, 25 | |   |